# Collocation (droit)
Ne doit pas être confondu avec Collocation.
Pour l’article ayant un titre homophone, voir Colocation.
En droit, la collocation est le classement judiciaire des créanciers dans l'ordre de leur paiement.

## Droit québécois
En droit québécois, l'ordre de collocation est énoncé à l'article 766 du Code de procédure civile. La section du Code de procédure civile qui s'étend des articles 766 à 771 contient les règles pertinentes en la matière. 

« 766. 
L’état de collocation indique le nom et les coordonnées des créanciers, la nature de leur créance, la date du titre et de sa publication, le cas échéant, ainsi que le montant auquel chacun a droit. Il précise quant à chacun d’eux si la réclamation porte sur la totalité du montant à distribuer ou seulement sur le produit de la vente d’un bien en particulier ou d’une partie d’un bien.
L’état dresse l’ordre de collocation suivant le rang des créanciers comme suit :
1. les frais d’exécution, dans l’ordre suivant :
  - les frais de préparation du rapport de l’huissier ;
  - les frais de vente, ainsi que ceux de la distribution du produit de la vente et des sommes saisies ;
  - les frais de saisie, y compris les frais d’interrogatoire après jugement et les frais liés au transport et à la garde des biens ;
  - les honoraires et les autres frais d’huissier ;
  - les frais des incidents postérieurs au jugement ;
  - les frais de justice du créancier saisissant, s’il en est ;

2. les créances prioritaires eu égard aux biens vendus ;
3. les créances hypothécaires grevant les biens vendus ;
4. les créances chirographaires.

Lorsqu’une opposition à la saisie a été faite tardivement et qu’elle a été accueillie après la vente, l’huissier inscrit dans l’état de collocation la créance de celui qui a revendiqué le bien ou de celui qui était titulaire d’un droit réel dans le bien, suivant son rang. »